# Oncholaimus paredron
Oncholaimus paredron är en rundmaskart som först beskrevs av Mawson 1958.  Oncholaimus paredron ingår i släktet Oncholaimus och familjen Oncholaimidae. Inga underarter finns listade i Catalogue of Life.